# Заушкевич, Лука Карпович
Лука Карпович Заушкевич (1807 — 1856 ?) — архитектор Российской Империи.
Родился в семье священника (Карп Заушкевич (он же отец Стефан) был в Николаеве настоятелем Адмиралтейского собора), по стопам отца пошёл учиться в Киевскую духовную семинарию, не закончив её в 1827 году поступил на работу подмастерья в архитектурный департамент.
В 1831 году увольняется из Черноморского департамента и отправляется в Одессу в строительный комитет. В 1832 году пребывает в Кишинёв. Его зачислят, по указанию Бессарабского гражданского губернатора, штатным помощником бессарабского областного архитектора, а в 1835 году произведут в коллежские регистраторы, а следом становится губернским секретарем. Фактически, в 32 года Заушкевич становится главным архитектором Кишинёва.
Указом Бессарабской областной строительной и дорожной комиссии в 1855 г. предписывалось все заключения по проектам, вынесенным Заушкевичем, во внимание не принимать. Причина неизвестна.
В 1856 году его место занимает Александр Бернардацци и Лука Заушкевич, бездетный вдовец, возвращается в Одессу. Дальнейших сведений о его судьбе нет.

## Основные работы
- Церковь Вознесения Господня Гыржавского монастыря - 1836 год
- Болгарская церковь (Аккерман) - 1840 год
- Арка Победы (Кишинёв) - 1841 год
- Монастырь Святого Феодора Тирона (Кишинев) - 1854 год
- Сиротский дом со службами при Кишиневском городовом госпитале - 1856 год